# Procambarus ancylus
Procambarus ancylus är en kräftdjursart som beskrevs av Hobbs 1958. Procambarus ancylus ingår i släktet Procambarus och familjen Cambaridae. IUCN kategoriserar arten globalt som otillräckligt studerad. Inga underarter finns listade i Catalogue of Life.